# Метлика (Болгарія)
Метли́ка (болг. Метлика) — село в Кирджалійській області Болгарії. Входить до складу общини Крумовград.

## Населення
За даними перепису населення 2011 року у селі проживала 121 особа, усі — турки.
Розподіл населення за віком у 2011 році:
Динаміка населення: